# Josep Maria Roset Camps
Josep Maria Roset Camps (Rubí, Barcelona, 1932 - Rubí, 1 de septiembre de 2020) fue un fotógrafo, documentalista y promotor cultural español.

## Biografía
Josep Maria Roset abrió su primer estudio en 1957, en su ciudad natal. Allí permaneció hasta que en 1959 se trasladó a Madrid, donde trabajó como fotoperiodista hasta 1962.  En esa época realizó diversos reportajes fotográficos de gran prestigio, entre los que destacan la boda del Sha de Persia, Mohammad Reza Pahleví con Farah Pahlaví (1959) o la muerte del doctor Gregorio Marañón (1960).
En 1962 regresó a Rubí, donde en 1966 abrió un nuevo estudio, desde donde documentó la vida social de la población y la comarca. En 1967 participó en la fundación del Grupo Fotográfico el Grano, y en 1973 fundó con otros compañeros la sala de arte Doble Sis en Rubí, referente de la vanguardia artística en el Vallés.
Desde 2006 fue el fotógrafo de El Globo, el CATEX, el Centro Dramático del Vallés y el Instituto del Teatro de Tarrasa.

## Obra y Legado
Durante más de cincuenta años de profesión, realizó una valiosa labor documental fotográfica en la que destacó por fotografiar temas de alcance internacional y por un compromiso casi de notario en documentar el tiempo que le tocó vivir, la transición democrática en el Vallès; así como por la contundente personalidad de su lenguaje fotográfico.
Su legado personal es uno de los más vastos de la fotografía española, con casi 350 000 negativos. Su fondo documental recopilado durante más de cuarenta años es uno de los más numerosos de España de temática local. Entre el fondo histórico recopilado y su archivo personal suma casi medio millón de objetos fotográficos, entre copias fotográficas, placas de vidrio y negativos de celuloide.

## Premios y homenajes
- Placa de San Juan Bosco a la mejor colección del IV Salón Nacional de Burriana con el reportaje Nacimiento (1969)[2]
- Premio Especial del Trofeo Egara (1970)[3]
- Premio Negtor a la mejor fotografía del año, con una imagen de la Montaña de Sal de Cardona (1970)[3]
- Cruz de Sant Jordi "En reconocimiento a la labor de investigación fotográfica durante más de medio siglo y en su obra, como fotógrafo de temas de alcance internacional. Y también por su compromiso con el entorno de Rubí y del Vallès como promotor y fundador de entidades culturales. Cabe destacar, singularmente, el servicio que ha hecho a las generaciones del futuro en el afán de preservar la memoria histórica como uno de los fundamentos de la vida colectiva" (2018)[4]
- Gent del Barri, Gent de Rubí (2019), organizados por la Asociación de Vecinos de la Zona Mercat.[1]

En 2016, con motivo de sus ochenta años, la Asociación San Galderic de Rubí organizó un homenaje , en el que se supuso la primera exposición retrospectiva de su obra, con la publicación de su primer libro Tal como yo lo he visto, fotografías de Josep Maria Roset.